# マル島 (仁川広域市)
唜島（マルとう）は、大韓民国仁川広域市江華郡西島面唜島里にある島。面積は 1.449 km2、海岸線の長さは 6.1 kmである（島の海岸線の長さは、2015年には 5.91 kmとやや短くなっている）。クッチョム（끝점：「果ての島」の意味）とも言う。
仁川から北ヘ45 km、黄海道延白郡海城半島から南へ7 kmの海上に位置し、喬桐島・乶音島・注文島と近接する。
1914年3月1日、西島面に編入され、1962年10月1日、乶音出張所管轄になった。

## 概要

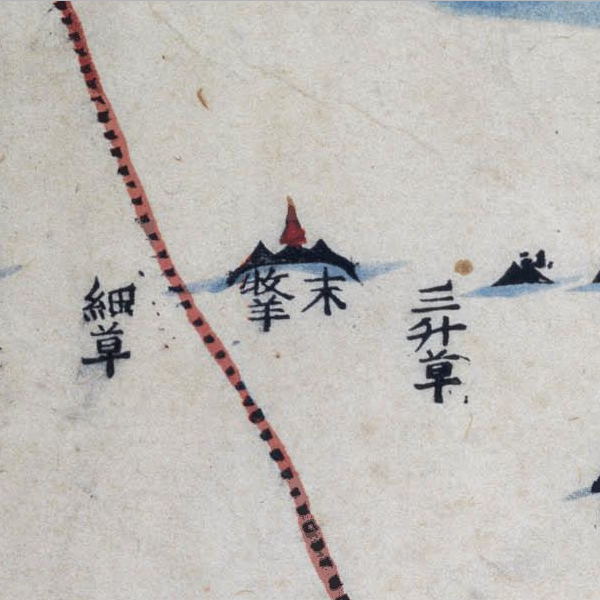
『大東輿地図』 - 京畿道喬桐郡。左に細草（세초; セチョ）、右に三升草（삼승초; サムスンチョ）とあり、下に「末／牧羊」と記してある山形が唜島（말도; マルド）。

島名は「果てにある島」という語に由来する。尹斗緒の『東国輿地図』（1712年 - 1715年?）には末占（말점; マルチョム）と、1783年の『江華府志』では末叱島（맔도; マルト）と、1894年の『江華府志』では唜島（말도; マルド）と表記したが、漢字表記のみが違うだけで、読み方は同じだった。島名の由来に関する異説として、この島が西島面の最果てにあるうえ、昔、この島の官庁報告が常に遅れ、叱責を多く受けたことで、「果て」の「末」字に「叱る」の「叱」字を付けて「唜島」としたと言うが、民間語源にすぎないものと思われる。
『世宗実録地理志』には、「また西のかた水路15里に末島（말도; マルド）がある。周りは10余里で、畑は3結ある。喬桐から人々が往来しながら農事を営む」と記録されている。『新増東国輿地勝覧』では「末島：府の西のかた5里にある。周りは43里である」とした。1696年に発行された江華府の邑誌である『江都誌』は「末島：少島（阿此島）の傍にある。周りは43里であり、水路は90里である。13戸の百姓が暮らしており、今は本府で羊を飼う」と記述した。
朝鮮民主主義人民共和国黄海南道延白郡海城半島から南へわずか7 km離れているに過ぎず、烏頭山前から始まる漢江河口の中立区域の終点である。島の西南、海抜100 mの高地に非武装地帯の立て札第1号が据え付けてある。
朝鮮戦争前の唜島一帯は黄金漁場として有名で、漁業従事者たちだけで80余世帯が暮らしており、盛況であったという。1950年に漁撈阻止線が確定される前には、キグチが大量に獲れたので、この頃は島の周囲が一大活況を呈した。
しかし、終戦以後、北方限界線直下に位置するようになって漁撈が禁止され、民間人が統制されたことで（民間人出入統制区域）、住民は次第に減り、2010年には住民は8世帯16名、2015年には5世帯10名にすぎなくなった。特に、1965年に咸朴島漁民拉北事件が繰り広げられて以後、1970年代初に政府の支援で2世帯が一つの家に暮らす家を作って互いを監視し、北の侵入に備えるようにした。江華郡庁で運営する行政船5075号でだけ接近することができる。
1950年代より1960年代末まで、大韓民国空軍は特務隊（現・諜報部隊）を唜島を始めとする黄海沿岸の数々の島に派遣して北派工作任務を委ねた。当時の特務隊員の証言によれば、唜島に建てた灯台で龍媒島や咸朴島に光を照らして北派工作員に帰還信号を送ったという。工作員たちは唜島を根拠地とし、貝を採る漁民に偽装して朝鮮民主主義人民共和国に浸透し、機関員を拉致する活動を繰り広げることもした。現在は海兵隊が駐屯するが、隊員たちは面会と外泊が禁止されている。
海岸は岩石で成り立っており、北部中央の唜島湾が寄港地だが、干潟が露出して船の出入が不便である。丘陵の起伏がひどくて耕地が少なく、住民は半農半漁の生活をしている。現在は主にクロソイ・スズキ・クジメなどが多く獲れ、沿岸では海釣りを楽しむことができる。